# Paspalum volcanense
Paspalum volcanense là một loài thực vật có hoa trong họ Hòa thảo. Loài này được Zuloaga, Morrone & S.Denham mô tả khoa học đầu tiên năm 2000.